# Vera Micheles Dean
Vera Micheles Dean, née le 29 mars 1903 à Saint-Pétersbourg et décédée le 10 octobre 1972 à New York, est une politologue russo-américaine.  
Elle dirige les recherches de la Foreign Policy Association, l'un des principaux groupes de réflexion des années 1940 et 1950, où elle devient l'une des principales autorités en matière d'affaires internationales,. 

## Biographie
Originaire de Russie, Vera Micheles grandit auprès d'Alexander Micheles et de Nadine Kadisch Micheles, deux intellectuels russes. Elle fait des études classiques et apprend sept langues étrangères dont l'anglais, l'allemand et le français. La famille quitte la Russie après la Révolution blanche de 1917, pour se rendre en Finlande, puis à Copenhague, avant de s’installer à Londres. Âgée de seize ans, la jeune femme part pour Boston, où elle réside avec un tuteur,.  
En 1925, Vera Micheles est diplômée Phi Beta Kappa du Radcliffe College. Elle est lauréate d'une bourse de la Fondation Carnegie pour la paix internationale, après l'obtention d'une maîtrise en droit international à l'université Yale en 1927. Elle intègre de nouveau le Radcliffe College pour son doctorat en 1928. Après un déménagement à New York, elle est engagée par la Foreign Policy Association. 
Vera Micheles se marie avec William Johnson Dean, un avocat de la ville de New York. Le couple accueille deux enfants, Elinor et William Dean. Après la mort soudaine de son mari en 1936, et afin de subvenir aux besoins de ses enfants, elle décide de consacrer plus de temps à la Foreign Policy Association.
Vera Micheles Dean est victime de plusieurs attaques cérébrales avant de mourir d'une crise cardiaque en 1972. À l'époque, elle est en cours de rédaction de son autobiographie. Après sa mort, les papiers personnels de la politologue, y compris son autobiographie, sont transmis au Radcliffe College, et conservés dans les archives de la bibliothèque de l'université Harvard.

## Carrière professionnelle

### Enseignement
Vera Micheles Dean a enseigné à l'université Harvard, au Barnard College, au Smith College et à l'université de Rochester, où elle le programme de civilisation non occidentale de 1954 à 1961,,. Elle donne également des conférences à l'université de Paris sur la politique étrangère américaine avant de s'installer à la Graduate School of Public Administration de l'université de New York. Elle y devient professeure titulaire et senior fellow du Center for International Studies avant de prendre sa retraite en 1971,.

### Foreign Policy Association
Vera Micheles Dean commence sa carrière comme membre du personnel de recherche à la Foreign Policy Association. Après dix années, elle est promue directrice de la recherche, et rédactrice principale du Foreign Policy Bulletin, le journal de l'Association, où elle est devient l'une des principaux défenseurs d'une approche de la sécurité collective dans la politique américaine. Elle rédige de nombreux rapports de politique étrangère, notamment ceux intitulés North Atlantic Defense Pact, Russia's Foreign Economic Policy et Economic Trends in Eastern Europe. Pendant près de trente années, elle informe l'opinion publique et la politique internationale par ses travaux perspicaces et impartiaux.

### Politique étrangère
Vera Micheles Dean est nommée par le gouverneur Herbert H. Lehman, comme conseillère de la première délégation américaine aux Nations unies, et plus tard comme consultante pour la Conférence de San Francisco. En 1949, le général américain Lucius D. Clay fait en sorte que Vera Michels Dean voyage à travers l'Europe, visitant ainsi Francfort, Berlin, Prague, Varsovie et Londres. Dans chaque pays, des fonctionnaires du département d'État américain, de l'armée américaine et de l'Administration de la coopération économique organisent des entretiens avec des représentants et des fonctionnaires du pays.
Vera Micheles Dean est l'autrice de différents ouvrages sur la politique étrangère et les affaires internationales, tels Europe in Retreat, The Four Cornerstones of Peace et Russia: Menace or Promise ?.
En 1946, la politologue s'intéresse particulièrement aux relations entre les États-Unis et l'Union soviétique, à travers un livre influent intitulé The United States and Russia, devenant ainsi l'une des premiers experts à décrier la guerre froide. L'analyste s'oppose aux pires excès du maccarthysme pour plaider en faveur d'une paix mondiale fondée sur une entente américano-soviétique rationnellement réalisée. Elle plaide pour la raison, la compréhension et des relations diplomatiques pacifiques avec toutes les nations, même celles qui diffèrent des valeurs démocratiques occidentales.

## Reconnaissance
Vera Micheles Dean reçoit la médaille Jane Addams pour services éminents, décernée par le Rockford College en 1954. Elle est également honorée de l'ordre national de la Légion d'honneur.

## Publications
Parmi une liste non exhaustive :
- Europe in Retreat, Alfred A. Knopf, New York, 1941
- On the Threshold of World Order, Foreign Policy Association, New York, 1944
- The Four Cornerstones of Peace, Whittlesey House, New York, 1946
- The United States and Russia, Harvard University Press, Cambridge,1948, The United States and Russia (American Foreign Policy Library), Harvard University Press, réédition, 360p, 2014,  (ISBN 978-0674187252)
- Europe and the United States, Alfred A. Knopf, 1950
- Foreign Policy Without Fear, McGraw-Hill, New York, 1953
- The Nature of the Non-Western World, New American Library, New York, 1957
- Roads to Peace, Public Affairs Committee, New York, 1962
- New Patterns of Democracy in India, 1969, Harvard University Press, réédition, 280p, 2014,  (ISBN 978-0674492165)